# ジェンマーノ
ジェンマーノ（伊: Gemmano）は、イタリア共和国エミリア＝ロマーニャ州リミニ県にある、人口約1,100人の基礎自治体（コムーネ）。

## 地理

### 位置・広がり
リミニ県南東部のコムーネ。サンマリノ市から東南東へ11km、県都リミニから南へ18km、ペーザロから西へ27kmの距離にある。

#### 隣接コムーネ
隣接するコムーネは以下の通り。括弧内のPUはペーザロ・エ・ウルビーノ県所属を示す。
- サッソコルヴァーロ・アウディトーレ (PU アウディトーレ)
- メルカティーノ・コンカ (PU)
- モンテスクード＝モンテ・コロンボ
- モンテフィオーレ・コンカ
- サン・クレメンテ
- サッソフェルトリオ

### 気候分類・地震分類
ジェンマーノにおけるイタリアの気候分類 (it) および度日は、zona E, 2675 GGである。
また、イタリアの地震リスク階級 (it) では、zona 2 (sismicità media) に分類される。

## 行政

### 分離集落
ジェンマーノには、以下の分離集落（フラツィオーネ）がある。
- Onferno, Zollara, Marazzano, Farneto, Villa, Ca'Romano